# Liste der deutschen Botschafter in Ghana
Die Bundesrepublik Deutschland errichtete in Ghana schon vor dem Erlangen der offiziellen Unabhängigkeit eine diplomatische Vertretung. Diese wurde am 28. Mai 1956 als Konsulat in Accra eröffnet. Am 26. Juni 1957, reichlich 3 Monate nach Erlangen der Unabhängigkeit der früheren britischen Kronkolonie Goldküste wurde das Konsulat zu einer Botschaft aufgewertet. Sie befindet sich bis heute in der Hauptstadt Accra.

Die DDR nahm erst am 13. Dezember 1972 offizielle diplomatische Beziehungen zu Ghana auf. Mit ausschlaggebend dafür war die Hallstein-Doktrin der Bundesrepublik Deutschland. Doch schon seit 1959 unterhielt die DDR eine Handelsvertretung, später Wirtschafts- und Handelsmission in Accra. Ab 1973 wurde offiziell ein DDR-Botschafter in Ghana akkreditiert.

## Botschafter der Bundesrepublik Deutschland in Accra

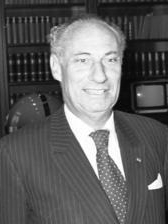
Botschafter Herbert Weil

| Name                | Amtszeit  |
| ------------------- | --------- |
| Hermann Saam        | 1957–1958 |
| Carl Stein          | 1958–1961 |
| Carl-Heinz Lüders   | 1961–1963 |
| Walter Reichhold    | 1963–1964 |
| Hans-Georg Steltzer | 1964–1968 |
| Helmut Müller       | 1968–1974 |
| Karl Günther Motz   | 1974–1976 |
| Herbert Weil        | 1977–1980 |
| Gottfried Fischer   | 1981–1987 |
| Burghart Nagel      | 1988–1992 |
| Hans-Joachim Heldt  | 1992–1996 |
| Christian Nakonz    | 1997–2001 |
| Peter Linder        | 2003–2007 |
| Marius Haas         | 2007–2010 |
| Eberhard Schanze    | 2010–2012 |
| Renate Schimkoreit  | 2012–2013 |
| Rüdiger John        | 2014–2016 |
| Christoph Retzlaff  | 2016–2021 |
| Daniel Krull        | 2021–2025 |
| Frederik Landshöft  | seit 2025 |

## Botschafter der DDR in Accra
| Name                        | Amtszeit  | Anmerkungen                            |
| --------------------------- | --------- | -------------------------------------- |
| Rolf Seidel                 | 1959–1961 | Leiter der Handelsvertretung           |
| Georg Heiderich             | 1961–1963 | Leiter der Handelsvertretung           |
| Karl-Heinz Kern (1930–2022) | 1963–1966 | Lt. d. Wirtschafts- und Handelsmission |
| Gotthelf Schulze (* 1938)   | 1970–1971 | amt. Leiter der Handelsmission         |
| Johannes Vogel (1928–2017)  | 1971–1973 | Legationsrat, Lt. d. Handelsmission    |
| Johannes Vogel (1928–2017)  | 1973–1975 | Botschafter                            |
| Werner Schedlich (* 1928)   | 1975–1978 | Botschafter                            |
| Horst Hähnel (* 1932)       | 1978–1981 | Botschafter                            |
| Herbert Denzler (1926–2015) | 1981–1984 | Botschafter                            |
| Franz Everhartz (* 1923)    | 1984–1988 | Botschafter                            |
| Gottfried Bühring (* 1937)  | 1988–1990 | Botschafter                            |

## Weblink
Webseite der deutschen Botschaft Accra. Abgerufen am 13. September 2021.